# Pseudotrimezia gracilis
Pseudotrimezia gracilis är en irisväxtart som beskrevs av Chukr. Pseudotrimezia gracilis ingår i släktet Pseudotrimezia och familjen irisväxter. Inga underarter finns listade i Catalogue of Life.